# プラスチックゴーゴー
プラスチックゴーゴーは、吉本興業で活動していたお笑いコンビ。1991年結成。1997年解散。略称は「プラゴー」。

## メンバー
南郷 和幸（なんごう かずゆき、1972年8月14日 - 2024年10月31日）
ツッコミ担当。大阪府大阪市出身。北淀高校卒業。解散後はピン芸人「南郷伯爵」として活動し、東京進出。SMA NEET Projectに所属していた。
2024年10月31日、体調不良から容態が急変し死去。
蓮見 正雄（はすみ まさお、1973年3月12日 - ）
ボケ担当。大阪府大阪市出身。解散後は「ハスミマサオ」と改名し、構成作家に転向。

## 概要
共に大阪NSC10期生で、同期にはメッセンジャー、ジャリズム、後藤秀樹、お～い!久馬、松本真一が居る。
NSC在学中の1991年4月にコンビを結成し、同年11月に蓮見南郷として心斎橋筋2丁目劇場でのトーナメントイベント「2丁目フレッシュリーグ」で初舞台。オールザッツ漫才やすんげー!Best10などの番組で活動、それに並行して数多くのライブへも出演していたが、1997年に解散した。
南郷は2024年8月に飛石連休・藤井ペイジのYouTubeチャンネルに出演しナルコレプシーが原因で37歳の時に階段から転落し頚椎を損傷しベッド生活であることを告白、また左腕には高校2年の時に彫った落ち武者の刺青があることも告白。
2024年10月31日、南郷が52歳で死去。訃報は11月3日に南郷の実の妹のXにて公表された。

## 備考
- 蓮見は裏方に回っているために表舞台に立つことはほとんどないが、ライブなどで顔出し出演を行っていたり、2007年には「しゅんげー!ベスト10」の構成作家を務めたりしていた。

## 受賞歴
- ABCお笑い新人グランプリ・優秀新人賞（1996年）

## 出演番組
- すんげー!Best10
- オールザッツ漫才（1992年・1994年 - 1996年）
- 爆笑BOOING（8代目グランドチャンピオン）